# Malin Björk

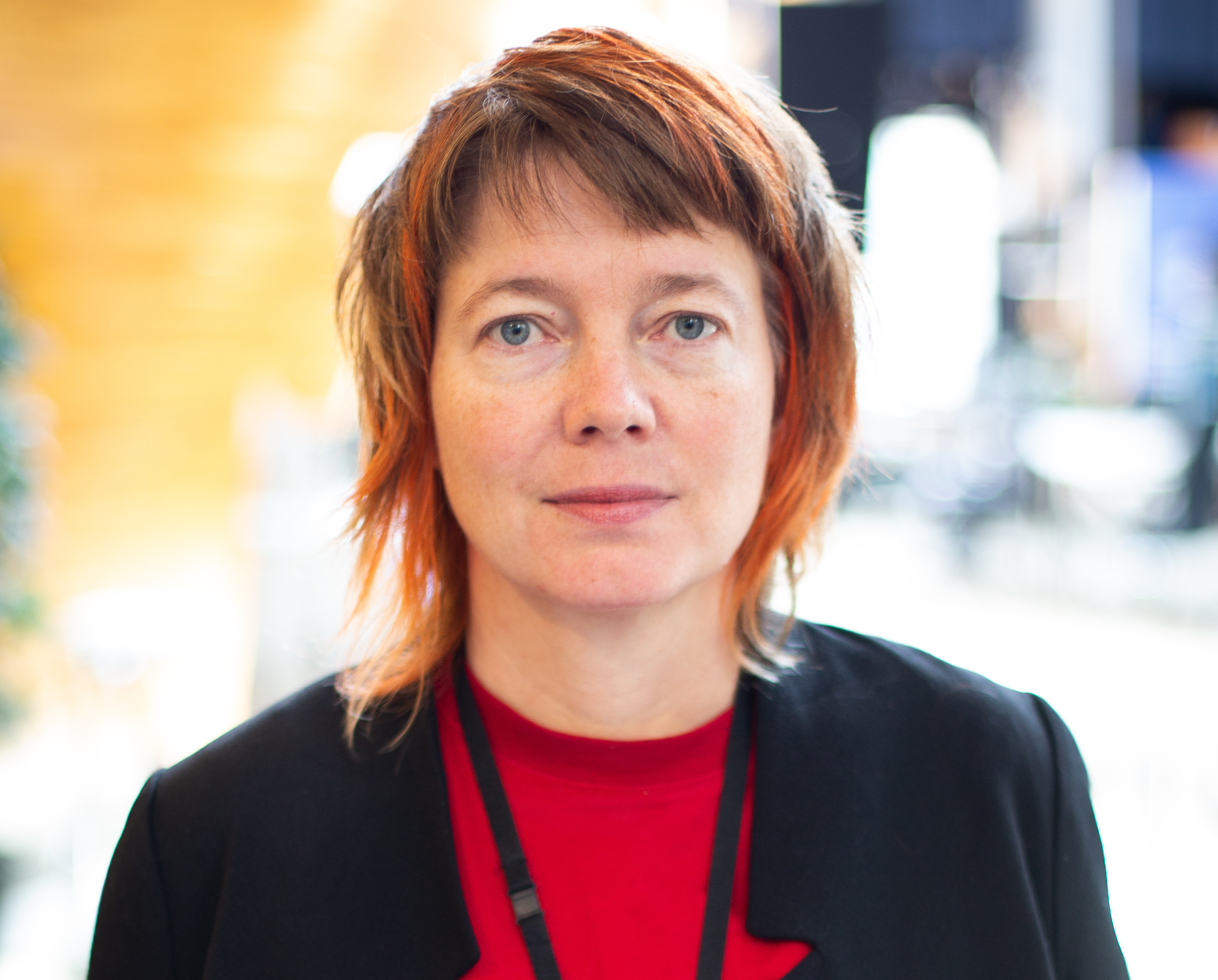
Malin Björk (2019)

Malin Björk (* 22. Mai 1972 in Göteborg) ist eine schwedische Politikerin der Vänsterpartiet. Sie war von 2014 bis 2024 Mitglied des Europäischen Parlaments in der GUE/NGL-Fraktion. Seit 2024 ist sie Ko-Vorsitzende der Allianz der Europäischen Linken für die Menschen und den Planeten.

## Leben
Malin Björk wurde am 22. Mai 1972 in Göteborg geboren und wuchs im Stadtteil Västra Frölunda auf. Nach ihrer Schulausbildung studierte sie Politikwissenschaften und Internationale Beziehungen an der Universität Göteborg.

### Tätigkeit in Brüssel
Nach ihrem Studium zog Björk nach Brüssel, um dort für European Women’s Lobby (EWL) zu arbeiten, eine Dachorganisation der Frauenbewegung. Von 2005 bis 2008 war sie Projektmanagerin bei EWL für ein nordisch-baltisches Pilotprojekt zum Aufbau einer Zusammenarbeit in der Region rund um Prostitution und Menschenhandel.
Björk verließ die EWL Anfang 2009, um als Projektmanagerin im European Anti Poverty Network zu arbeiten, wechselte jedoch bereits kurz darauf zum Sekretariat der Europaparlamentsfraktion der Vereinten Europäischen Linken/Nordische Grüne Linke. Dort war sie ab 2009 als Mitarbeiterin tätig und für die Begleitung der Aktivitäten des Ausschusses für die Rechte der Frau und die Gleichstellung der Geschlechter verantwortlich.

### Einzug ins Europaparlament

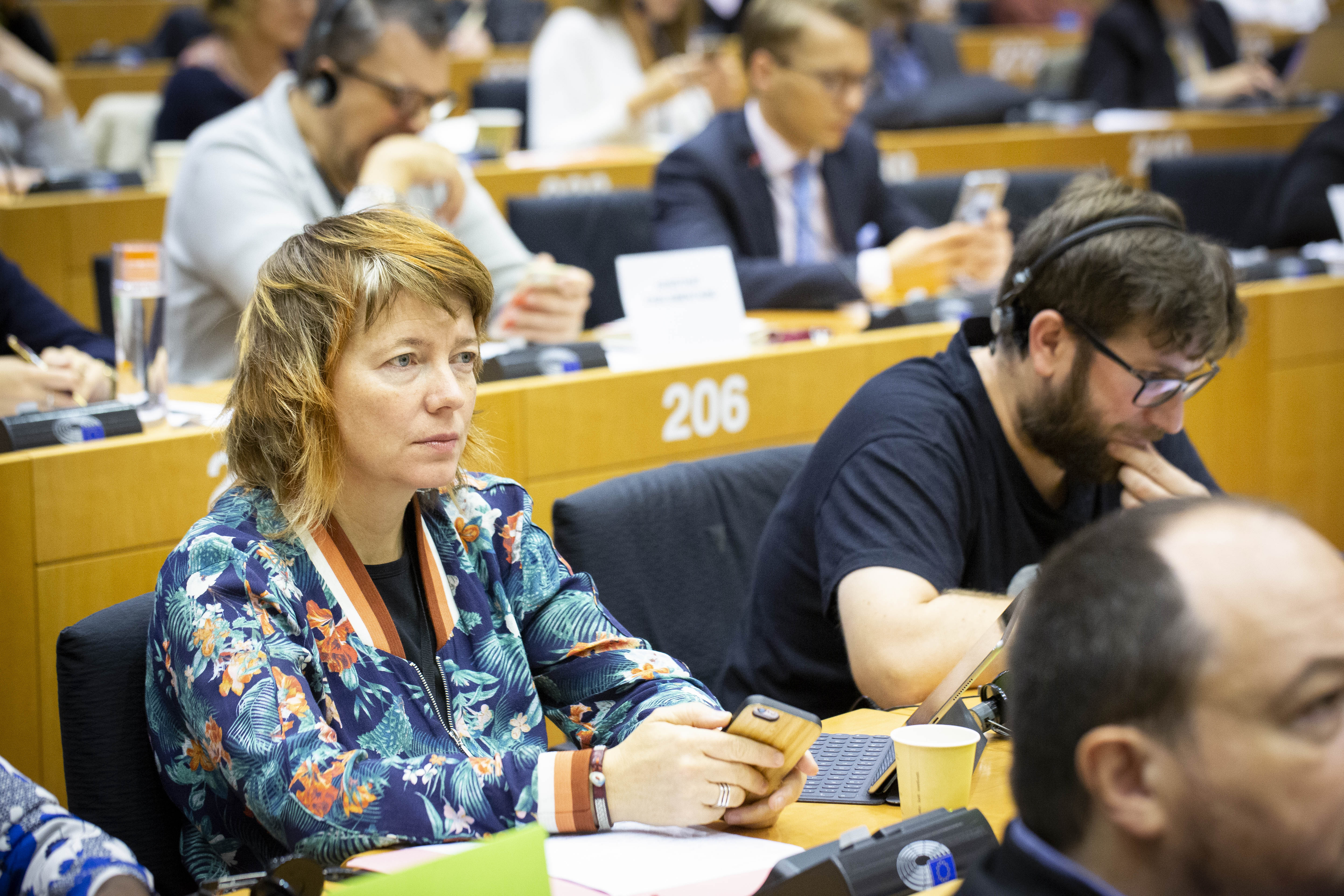
Björk im Europaparlament

Für die Europawahl 2014 kandidierte sie auf dem ersten Listenplatz der schwedischen Linkspartei Vänsterpartiet. Bei der Wahl gewann die Partei 6,3 Prozent und damit eines der 20 schwedischen Mandate, sodass Björk direkt einzog. Sie trat der ihr bereits bekannten Fraktion, der Konföderalen Fraktion der Vereinten Europäischen Linken/Nordische Grüne Linke (GUE/NGL), bei, zu deren stellvertretenden Vorsitzenden sie von 2014 bis 2017 gewählt wurde. Für die Fraktion war sie in der achten Wahlperiode (2014–2019) Mitglied im Ausschuss für bürgerliche Freiheiten, Justiz und Inneres sowie im Ausschuss für die Rechte der Frau und die Gleichstellung der Geschlechter.
Bei der Europawahl 2019 nominierte die Vänsterpartiet sie erneut für den ersten Listenplatz. Die Partei gewann 6,7 Prozent, sodass Björk ihr Mandat verteidigen konnte. Sie trat erneut der GUE/NGL-Fraktion bei. In der neunten Wahlperiode (2019–2024) war sie Mitglied im Ausschuss für Umweltfragen, öffentliche Gesundheit und Lebensmittelsicherheit sowie ab 2022 zusätzlich im Ausschuss für bürgerliche Freiheiten, Justiz und Inneres.
Nach der Europawahl 2024 schied Björk aus dem Europäischen Parlament aus. Im September 2024 wurde sie neben Catarina Martins aus Portugal zur Ko-Vorsitzenden der Allianz der Europäischen Linken für die Menschen und den Planeten (AEL) gewählt. In dieser europäischen politischen Partei haben sich linke Parteien aus sieben EU-Mitgliedsstaaten zusammengeschlossen, die – wie die schwedische Vänsterpartiet – nicht der Partei der Europäischen Linken angehören bzw. aus dieser ausgetreten sind.

### Privat
Malin Björk war die erste offen lesbische schwedische Europaabgeordnete. Sie lebt mit ihrer Frau und zwei Kindern in Brüssel.